# Каріна Армлос
Каріна Армлос — (псевд. Karina Armlos, нар. 27 жовтня 1987 року у Запоріжжі) справжнє ім'я — Каріна Безрукова. Письменниця, авторка оповідань та есеїв, співзасновниця українського культурного центру у Празі «Spilka», культурна кураторка та лекторка.

## Біографія
Каріна Безрукова народилась у Запоріжжі. Освіту отримала у Запорізькому юридичному інституті Дніпропетровського державного університету. У 2015 році переїздить до Чехії, де отримує післядипломну освіту у Prague city university.
Перший роман «Шпагат через Атлантику» написала 2018 р. у Празі. Це перший і останній російськомовний твір авторки. Згодом вийшло ще кілька книг англійською, чеською та українською — «Дорослі дівчата» 2021 (українською), збірка «Awake not sleeping» 2021 (англійська), «Nova v měste» 2023 (чеська).
З початком повномасштабного вторгнення Каріна приділяє багато уваги соціальній та просвітницькій роботі. Бере участь у проукраїнських мітингах, долучається до заснування українського культурного центру «Spilka» у Празі, що об'єднує іммігрантську спільноту та стає платформою для популяризації української культури у Чехії. Згодом Каріна бере участь у проєкті «Ми не чужі», що ставив на меті показати чехам та іноземній спільноті, що живе у Чехії, хто такі українці та більше розповісти про їх культуру.
Учасниця книжкових фестивалів, як то «Світ Книги» у Пльзні та Празі.

## Популяризація української культури
З метою популяризації української культури за кордоном (в тому числі у діаспорі) та руйнування російських міфів в Україні, авторка створює низку лекцій, де досліджує теми: українського меценатства; мистецької еміграції; культури півдня та сходу України до доби соцреалізму та ін.
Лекції, присвячені цим темам проходять як в містах України, так і (переважно) за кордоном.

## Творчість
Авторка працює у жанрах психологічного і соціально-побутового роману. 
Героїні її книг є українками, котрі активно шукають своє місце у світі та переосмислюють ідентичність — подорож за кордон та спроба змінити своє життя у «Шпагат через Атлантику» або переїзд у Чехію в «Нова в місті».
У романі «Дорослі дівчата» авторка звертається до тем нерозуміння батьків дітьми, культурної прірви між радянським поколінням та дітьми незалежності, родинної пам'яті, впливу негативного дитячого досвіду на життєві сценарії людини.
У своєму новому романі, що присвячений запорізьким екоактивістам, авторка експериментує, переходячи до нетипового для себе жанру трилеру.
У 2021 році Каріна бере участь у проєкті від «Жінки ООН». За задумом, збірка оповідань «Awake not sleeping» мала зібрати авторок з різних країн. Перед кожною стояло завдання узяти казку свого народу та переосмислити її без гендерних стереотипів. Результатом цієї співпраці стала написана Каріною Армлос казка «Марта», у якій знахар обирає передати знання дівчинці замість хлопчика, як було у класичному сюжеті.